# Robeson megye
Robeson megye az Amerikai Egyesült Államokban, azon belül Észak-Karolina államban található. Megyeszékhelye és legnagyobb városa Lumberton. Lakosainak száma 116 530 fő (2020. április 1.). Robeson megye Hoke, Cumberland, Bladen, Columbus, Scotland, Marlboro, Dillon és Horry megyékkel határos.

## Népesség
A megye népességének változása:
| Lakosok száma | 134 451 | 135 019 | 135 379 | 134 841 | 134 197 | 116 530 |
|               | 2010    | 2011    | 2012    | 2013    | 2015    | 2020    |